# Lay-Saint-Christophe
Lay-Saint-Christophe är en kommun i departementet Meurthe-et-Moselle i regionen Grand Est (tidigare regionen Lorraine) i nordöstra Frankrike. Kommunen ligger i kantonen Malzéville som tillhör arrondissementet Nancy. År 2022 hade Lay-Saint-Christophe 2 367 invånare.

## Befolkningsutveckling
Antalet invånare i kommunen Lay-Saint-Christophe
| Referens: INSEE |